# UEFA Women’s Champions League 2020/21

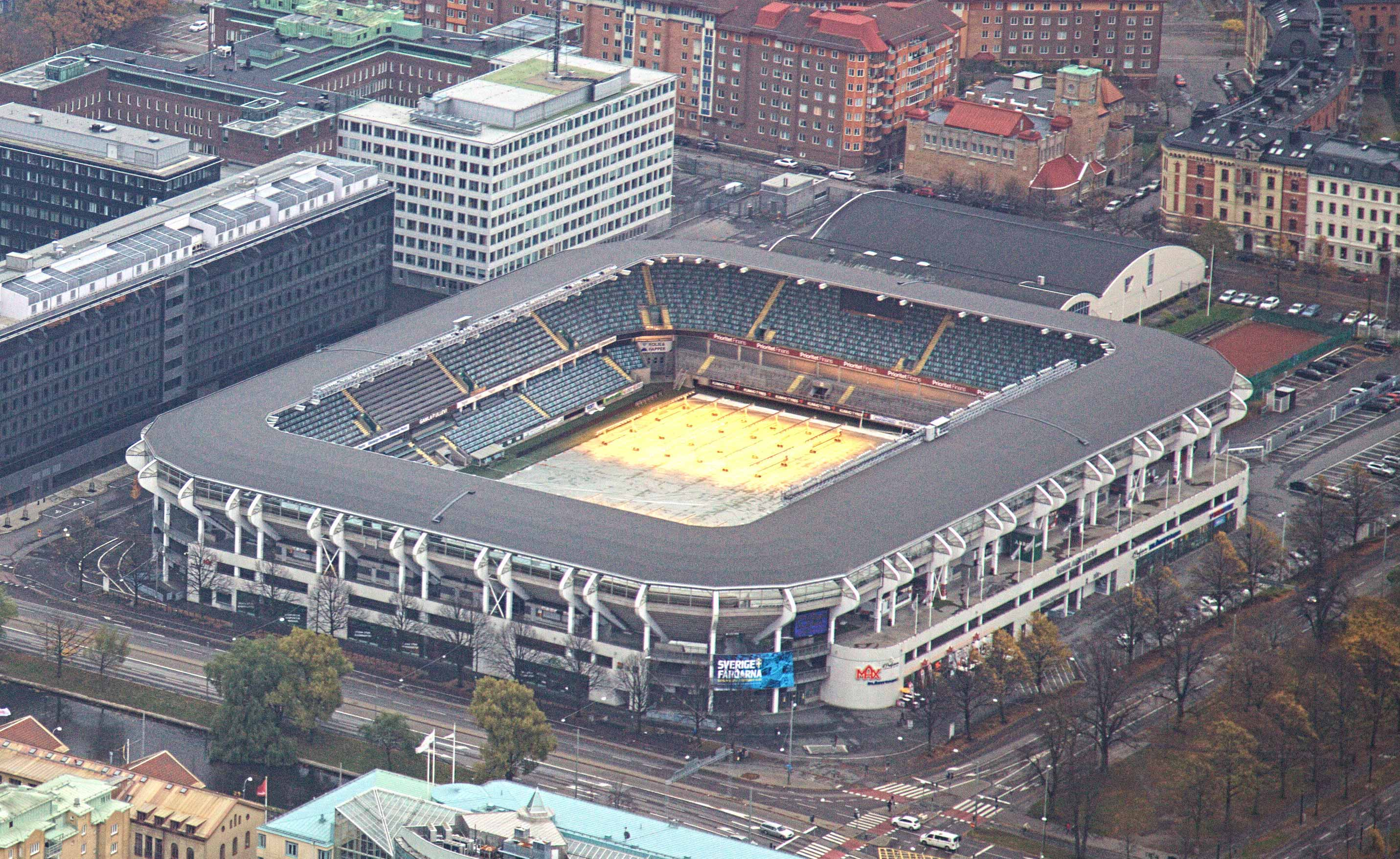
Im Gamla Ullevi in Göteborg wurde das Endspiel ausgetragen.

Die UEFA Women’s Champions League 2020/21 war die 20. Ausspielung des europäischen Meisterwettbewerbs für Frauenfußballvereine und die zwölfte unter dieser Bezeichnung. 62 Mannschaften aus 50 Ländern spielten um den Titel. Der Wettbewerb begann mit den ersten Spielen der Qualifikationsrunde am 3. November 2020 und endete mit dem Finale am 16. Mai 2021, für dessen Austragung das Gamla Ullevi in der zweitgrößten schwedischen Stadt Göteborg ausgewählt wurde.
Aufgrund der COVID-19-Pandemie wurde die Qualifikationsrunde in den November verschoben und das Format dieser Runde von den Miniturnieren zum einfachen K.-o.-System geändert.
Die Titelverteidigerinnen waren die Frauen von Olympique Lyon, welche den Titel zuletzt fünf Mal in Folge und zum siebten Mal insgesamt gewannen. Allerdings schieden sie in dieser Saison im Viertelfinale gegen ihre nationalen Ligakonkurrentinnen von Paris Saint-Germain aus, die ihrerseits eine Runde darauf an den neuen Titelträgerinnen des FC Barcelona scheiterten, der als erster Verein die Champions League sowohl bei den Frauen als auch den Männern gewinnen konnte.

## Mannschaften
An der UEFA Women’s Champions League 2020/21 nahmen 62 Vereine aus 50 Nationen teil. Dazu gehörten die Meister und Vizemeister der zwölf stärksten Nationen sowie die Landesmeister von weiteren UEFA-Mitgliedern. Für die Ermittlung der stärksten zwölf Landesverbände wurde die UEFA-Fünfjahreswertung herangezogen. Die Landesmeister der zwölf stärksten Verbände – einschließlich des Titelverteidigers – sowie die Vizemeister der acht stärksten Landesverbände erhielten ein Freilos und griffen erst im Sechzehntelfinale in den Wettbewerb ein. Die restlichen Landesmeister sowie die restlichen vier Vizemeister mussten zunächst an einer Qualifikationsrunde teilnehmen.

## Modus
Zunächst spielten die Vereine aus den am schlechtesten platzierten Verbänden in einer Qualifikationsrunde die Teilnehmer für die Hauptrunde aus, in der 22 weitere Vereine hinzukamen. Die Partien der Hauptrunde bis einschließlich des Halbfinales wurden in Hin- und Rückspielen ausgetragen. Die Mannschaft, die in beiden Spielen mehr Tore erzielte, zog in die nächste Runde ein. Erzielten beide Mannschaften gleich viele Tore, entschied die Anzahl der Auswärtstore. War auch die Anzahl der Auswärtstore gleich, wurde das Rückspiel verlängert. Erzielten beide Mannschaften in der Verlängerung gleich viele Tore, gewainn die Auswärtsmannschaft aufgrund der mehr erzielten Auswärtstore. Wurden keine Tore erzielt, wurde die Begegnung im Elfmeterschießen entschieden. Das Finale wurde in einem Spiel entschieden. Bei einem Unentschieden folgte zunächst eine Verlängerung und dann ggf. ein Elfmeterschießen.

## Terminplan
| Runde                 | Auslosung         | Hinspiel              | Rückspiel                |
| --------------------- | ----------------- | --------------------- | ------------------------ |
| Qualifikationsrunde 1 | 22. Oktober 2020  | 3.–4. November 2020   | 3.–4. November 2020      |
| Qualifikationsrunde 2 | 6. November 2020  | 18.–19. November 2020 | 18.–19. November 2020    |
| Sechzehntelfinale     | 24. November 2020 | 8.–9. Dezember 2020   | 15.–16. Dezember 2020    |
| Achtelfinale          | 16. Februar 2021  | 3.–4. März 2021       | 10–11. März 2021         |
| Viertelfinale         | 12. März 2021     | 23.–24. März 2021     | 31. März – 1. April 2021 |
| Halbfinale            | 12. März 2021     | 24.–25. April 2021    | 1.–2. Mai 2021           |
| Finale                | 12. März 2021     | 16. Mai 2021          | 16. Mai 2021             |

## Qualifikation

### Erste Runde
Die Auslosung wurde unter anderem durch COVID-19-Reisebeschränkungen und geographische Nähe beeinflusst. Die Sieger wurden in einem einzigen Spiel ermittelt. Es durften bis zu fünf Spielerinnen, bei einer Verlängerung auch eine sechste Spielerin ausgewechselt werden.
|                       | Ergebnis              |                        |
| --------------------- | --------------------- | ---------------------- |
| ZSKA Moskau           | 2:0                   | FC Flora Tallinn       |
| FK Minsk              | 3:0                   | FK RFS                 |
| Spartak Subotica      | 4:0                   | Agarista-ȘS Anenii Noi |
| ŽNK Pomurje Beltinci  | 3:0                   | ŽFK Breznica           |
| Schytlobud-2 Charkiw  | 9:0                   | FC Alaschkert          |
| Oqschetpes Kökschetau | 1:2 n. V.             | WFC Lanchkhuti         |
| Valur Reykjavík       | 3:0                   | HJK Helsinki           |
| Vålerenga Oslo        | 7:0                   | KÍ Klaksvík            |
| Górnik Łęczna         | 4:1                   | ŽNK Split              |
| Apollon Limassol      | 3:0                   | Swansea City           |
| Gintra Universitetas  | 4:0                   | ŠK Slovan Bratislava   |
| Ferencváros Budapest  | 6:1                   | RFC Union Luxemburg    |
| SKN St. Pölten        | 2:0                   | KFF Mitrovica          |
| FC NSA Sofia          | 3:1                   | FK Sasa                |
| RSC Anderlecht        | 8:0                   | Linfield FC            |
| Glasgow City FC       | 0:0 n. V. (6:5 i. E.) | Peamount United        |
| PAOK Thessaloniki     | 1:3                   | Benfica Lissabon       |
| FCU Olimpia Cluj      | 2:1                   | FC Birkirkara          |
| KS Vllaznia Shkodra   | 3:3 n. V. (3:2 i. E.) | ALG Spor               |
| SFK 2000 Sarajevo     | 4:0                   | FC Ramat haScharon     |

### Zweite Runde
Es erfolgte eine neue Auslosung der Sieger der ersten Runde. Die Gewinner dieser Runde qualifizierten sich für die K.-o.-Spiele.
|                      | Ergebnis              |                      |
| -------------------- | --------------------- | -------------------- |
| Górnik Łęczna        | 2:1                   | Apollon Limassol     |
| ŽNK Pomurje Beltinci | 4:1                   | Ferencváros Budapest |
| FC NSA Sofia         | 0:7                   | Spartak Subotica     |
| Valur Reykjavík      | 1:1 n. V. (3:4 i. E.) | Glasgow City FC      |
| KS Vllaznia Shkodra  | 0:2                   | FK Minsk             |
| Gintra Universitetas | 0:7                   | Vålerenga Oslo       |
| RSC Anderlecht       | 1:2                   | Benfica Lissabon     |
| SFK 2000 Sarajevo    | 0:2                   | Schytlobud-2 Charkiw |
| SKN St. Pölten       | 1:0                   | ZSKA Moskau          |
| FCU Olimpia Cluj     | 0:1                   | WFC Lanchkhuti       |

## Finalrunde

### Sechzehntelfinale
Die zehn Sieger der Qualifikation stießen hier zu den 22 direkt qualifizierten Mannschaften, darunter auch der Titelverteidiger. Die 16 Teams mit dem besten Klubkoeffizienten der UEFA-Fünfjahreswertung waren in der Auslosung gesetzt, konnten im Sechzehntelfinale nicht aufeinander treffen und hatten im Rückspiel Heimrecht. Als einziger Qualifikant schaffte es Glasgow City FC in diesen Lostopf 1.
Ab dieser Runde wurden die Spiele wieder über Hin- und Rückspiel entschieden. Gespielt wurde am 9./10. und 15.–17. Dezember.
|                         | Gesamt    |                       | Hinspiel | Rückspiel             |
| ----------------------- | --------- | --------------------- | -------- | --------------------- |
| Schytlobud-2 Charkiw    | (a)2:2(a) | BIIK Kazygurt         | 2:1      | 0:1                   |
| Ajax Amsterdam          | 1:6       | Bayern München        | 1:3      | 0:3                   |
| WFC Lanchkhuti          | 0:17      | FC Rosengård          | 0:7      | 0:10                  |
| SKN St. Pölten          | 3:0       | FC Zürich             | 2:0      | 1:0                   |
| Benfica Lissabon        | 0:8       | FC Chelsea            | 0:5      | 0:3                   |
| Servette Chênois        | 2:9       | Atlético Madrid       | 2:4      | 0:5                   |
| Spartak Subotica        | 0:7       | VfL Wolfsburg         | 0:5      | 0:2                   |
| FK Minsk                | 1:2       | Lillestrøm SK Kvinner | 0:2      | 1:0                   |
| Górnik Łęczna           | 1:8       | Paris Saint-Germain   | 0:2      | 1:6                   |
| Sparta Prag             | 3:1       | Glasgow City FC       | 2:1      | 1:0                   |
| Juventus Turin          | 2:6       | Olympique Lyon        | 2:3      | 0:3                   |
| Vålerenga Oslo          | 5:6 n. E. | Brøndby IF            | – 1      | 1:1 n. V. (4:5 i. E.) |
| PSV Eindhoven           | 2:8       | FC Barcelona          | 1:4      | 1:4                   |
| ŽNK Pomurje Beltinci    | 2:6       | Fortuna Hjørring      | 0:3      | 2:3                   |
| Kopparbergs/Göteborg FC | 1:5       | Manchester City       | 1:2      | 0:3                   |
| AC Florenz              | 3:2       | Slavia Prag           | 2:2      | 1:0                   |

### Achtelfinale
Die Auslosung fand am 16. Februar 2021 statt. Dabei wurden die 16 qualifizierten Teams anhand ihres UEFA-Koeffizienten auf zwei Lostöpfe verteilt; die besten acht (Lyon, Barcelona, Wolfsburg, Paris, München, Manchester, Chelsea und Rosengård) konnten also in dieser Runde nicht aufeinandertreffen, ebenso wenig Angehörige desselben Landesverbands. Die Gastgeberinnen der Hinspiele wurden diesmal ebenfalls ausgelost.
Die Achtelfinalpartien wurden am 3./4. und 10./11. März 2021 ausgetragen. Allerdings wurde das Aufeinandertreffen von Prag und Paris aufgrund der aktuellen Pandemielage in Tschechien nachträglich getauscht und verlegt.
|                     | Gesamt |                       | Hinspiel | Rückspiel |
| ------------------- | ------ | --------------------- | -------- | --------- |
| BIIK Kazygurt       | 1:9    | Bayern München        | 1:6      | 0:3       |
| FC Rosengård        | 4:2    | SKN St. Pölten        | 2:2      | 2:0       |
| FC Chelsea          | 3:1    | Atlético Madrid       | 2:0      | 1:1       |
| VfL Wolfsburg       | 4:0    | Lillestrøm SK Kvinner | 2:0      | 2:0       |
| Paris Saint-Germain | 5:3    | Sparta Prag           | 5:0      | 0:3 2     |
| Olympique Lyon      | 5:1    | Brøndby IF            | 2:0      | 3:1       |
| FC Barcelona        | 9:0    | Fortuna Hjørring      | 4:0      | 5:0       |
| Manchester City     | 8:0    | AC Florenz            | 3:0      | 5:0       |

### Viertelfinale
Die Spiele wurden am 24. März sowie am 31. März/1. April, mit Ausnahme des verlegten Spiels, ausgetragen.
|                     | Gesamt    |                 | Hinspiel | Rückspiel |
| ------------------- | --------- | --------------- | -------- | --------- |
| Bayern München      | 4:0       | FC Rosengård    | 3:0      | 1:0       |
| FC Chelsea          | 5:1       | VfL Wolfsburg   | 2:1      | 3:0       |
| Paris Saint-Germain | (a)2:2(a) | Olympique Lyon  | 0:1      | 2:1       |
| FC Barcelona        | 4:2       | Manchester City | 3:0      | 1:2       |

Aufgrund von innereuropäischen Einreisebeschränkungen wurden drei Spiele an einen neutralen Ort verlegt: Barcelona empfing Manchester in Monza, Wolfsburg und Chelsea trafen zu beiden Spielen in Budapest aufeinander. Das Rückspiel zwischen Lyon und Paris musste aufgrund mehrerer positiver Tests beim Titelverteidiger auf den 18. April verschoben werden.

### Halbfinale
Die Spiele wurden am 25. April sowie am 2. Mai ausgetragen.
|                     | Gesamt |              | Hinspiel | Rückspiel |
| ------------------- | ------ | ------------ | -------- | --------- |
| Bayern München      | 3:5    | FC Chelsea   | 2:1      | 1:4       |
| Paris Saint-Germain | 2:3    | FC Barcelona | 1:1      | 1:2       |

### Finale
| FC Chelsea                                      | FC Chelsea | FC Barcelona | FC Barcelona |
| ----------------------------------------------- | --- | --- | ------------ |
| FC Chelsea                                      | \| 16. Mai 2021 in Göteborg (Gamla Ullevi) \| \| Ergebnis: 0:4 (0:4) \| \| Zuschauer: keine \| \| Schiedsrichterin: Riem Hussein ( Deutschland) 1 \| | \| 16. Mai 2021 in Göteborg (Gamla Ullevi) \| \| Ergebnis: 0:4 (0:4) \| \| Zuschauer: keine \| \| Schiedsrichterin: Riem Hussein ( Deutschland) 1 \| | FC Barcelona |
| FC Chelsea                                      | Ann-Katrin Berger – Niamh Charles, Millie Bright, Magdalena Eriksson , Jessica Carter – Melanie Leupolz (46. Guro Reiten), Sophie Ingle, Ji So-yun (73. Erin Cuthbert) – Fran Kirby, Pernille Harder, Sam Kerr (73. Beth England) Cheftrainer: Emma Hayes | Sandra Paños – Marta Torrejón (82. Ana Maria Crnogorčević), Patricia Guijarro, Maria León, Leila Ouahabi (82. Melanie Serrano) – Aitana Bonmatí, Kheira Hamraoui, Alexia Putellas (71. Vicky Losada) – Caroline Graham Hansen (62. Mariona Caldentey), Jennifer Hermoso (71. Asisat Oshoala), Lieke Martens Cheftrainer: Lluís Cortés | FC Barcelona |
| FC Chelsea                                      | 0:1 Leupolz (1., Eigentor) 0:2 Putellas (14., Strafstoß) 0:3 Bonmati (20.) 0:4 Graham Hansen (36.) | | FC Barcelona |
| FC Chelsea                                      | Ingle (38.) | Ouahabi (69.) | FC Barcelona |
| 16. Mai 2021 in Göteborg (Gamla Ullevi)         | | |              |
| Ergebnis: 0:4 (0:4)                             | | |              |
| Zuschauer: keine                                | | |              |
| Schiedsrichterin: Riem Hussein ( Deutschland) 1 | | |              |

## Beste Torschützinnen
Nachfolgend sind die besten Torschützinnen dieser Champions-League-Saison (einschließlich Qualifikation) aufgeführt. Die Sortierung erfolgt nach Anzahl ihrer Treffer und bei gleicher Toranzahl alphabetisch. Ein „—“ bedeutet, dass die jeweilige Spielerin in der entsprechenden Wettbewerbsphase nicht vertreten war.
| Rang | Spielerin                 | Klub                 | Tore          | Tore       | Tore   |
| Rang | Spielerin                 | Klub                 | Qualifikation | Finalrunde | Gesamt |
| ---- | ------------------------- | -------------------- | ------------- | ---------- | ------ |
| 1    | Jennifer Hermoso          | FC Barcelona         | –             | 6          | 6      |
|      | Fran Kirby                | FC Chelsea           | –             | 6          | 6      |
| 3    | Lieke Martens             | FC Barcelona         | –             | 5          | 5      |
|      | Samantha Mewis            | Manchester City      | –             | 5          | 5      |
| 5    | Jelena Čanković           | FC Rosengård         | –             | 4          | 4      |
|      | Pernille Harder           | FC Chelsea           | –             | 4          | 4      |
|      | Marie-Antoinette Katoto   | Paris Saint-Germain  | –             | 4          | 4      |
|      | Špela Kolbl               | ŽNK Pomurje Beltinci | 3             | 1          | 4      |
|      | Sydney Lohmann            | FC Bayern München    | –             | 4          | 4      |
|      | Melvine Malard            | Olympique Lyon       | –             | 4          | 4      |
|      | Natyja Panzulaja          | Schytlobud-2 Charkiw | 4             | 0          | 4      |
|      | Violeta Slović            | Spartak Subotica     | 4             | 0          | 4      |
|      | Sanne Troelsgaard Nielsen | FC Rosengård         | –             | 4          | 4      |
|      | Asisat Oshoala            | FC Barcelona         | –             | 4          | 4      |